# Zr.Ms. De Zeven Provinciën (1953)
Zr.Ms. De Zeven Provinciën var namnet på en lätt kryssare i Nederländernas kungliga flotta som togs i bruk efter andra världskriget, tillsammans med systerfartyget Zr.Ms. De Ruyter.

## Historia
Fartyget kölsträcktes i Rotterdam 1939 som lätta kryssaren Kijduin och huvudartilleriet beställdes hos AB Bofors. Efter Nazitysklands ockupation av Holland 1940 kunde det inte levereras. Den svenska regeringen beslöt att beslagta de nästan färdiga kanontornen och de hamnade i stället på den svenska kryssaren HMS Tre Kronor.
Under kriget sökte tyskarna färdigställa fartyget, men motarbetades av den holländska motståndsrörelsen. Fartyget sjösattes 1950 och färdigställdes med nytt artilleri 1953. Kanonerna hade då av svenska Marinförvaltningen fått typbeteckningen 15,2 cm kanon M/42. En del av artilleriet byttes senare ut mot luftvärnsroboten Terrier.
Fartyget såldes till Peru 1973 och ombyggdes där till helikopterkryssaren BAP Aguirre, vilken utrangerades 1999.